# 拉雷奥尔特
拉雷奥尔特（法語：La Réorthe，法語發音：[la ʁeɔʁt]）是法国卢瓦尔河地区大区旺代省的一个市镇，属于丰特奈勒孔特区。

## 地理
拉雷奥尔特（46°36'25"N, 1°2'59"W）面积23.88 平方千米，位于法国卢瓦尔河地区大区旺代省，该省份为法国西部沿海省份，北起大西洋卢瓦尔省和曼恩-卢瓦尔省，西临大西洋，南至滨海夏朗德省，东部及东南部与德塞夫勒省接壤。
与拉雷奥尔特接壤的市镇（或旧市镇、城区）包括：布尔讷佐、尚托奈、圣瑞尔-尚日隆。

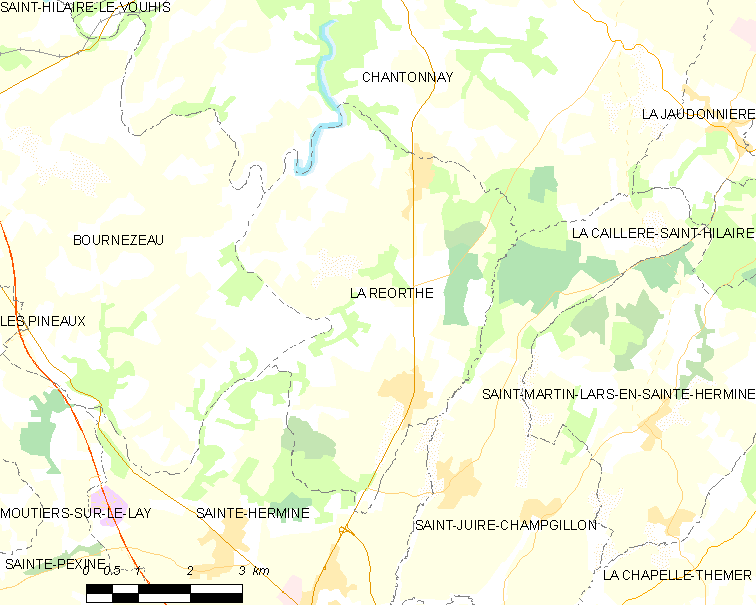
拉雷奥尔特的OSM定位图

拉雷奥尔特的时区为UTC+01:00、UTC+02:00（夏令时）。

## 行政
拉雷奥尔特的邮政编码为85210，INSEE市镇编码为85188。

## 政治
拉雷奥尔特所属的省级选区为拉沙泰涅赖县。

## 人口

1962-2008年间拉雷奥尔特人口变化图示

拉雷奥尔特于2022年1月1日时的人口数量为1157人。